# Liste der Biografien/Dik
Liste der Biografien |
Portal Biografien |
Personensuche
# |
A |
B |
C |
D |
E |
F |
G |
H |
I |
J |
K |
L |
M |
N |
O |
P |
Q |
R |
S |
T |
U |
V |
W |
X |
Y |
Z |
?
 
Da |
Db |
Dc |
Dd |
De |
Dg |
Dh |
Di |
Dj |
Dk |
Dl |
Dm |
Dn |
Do |
Dq |
Dr |
Ds |
Du |
Dv |
Dw |
Dy |
Dz
 
Dia |
Dib |
Dic |
Did |
Die |
Dif |
Dig |
Dih |
Dij |
Dik |
Dil |
Dim |
Din |
Dio |
Dip |
Diq |
Dir |
Dis |
Dit |
Diu |
Div |
Diw |
Dix |
Diy |
Diz
Die Liste der Biografien führt alle Personen auf, die in der deutschsprachigen Wikipedia einen Artikel haben. Dieses ist eine Teilliste mit 56 Einträgen von Personen, deren Namen mit den Buchstaben „Dik“ beginnt.

## Dik
- Dik, Calvin (* 2000), deutscher Radrennfahrer
- Dik, Peter (1939–2002), russlanddeutscher Künstler und Grafiker
- Dik, Simon C. (1940–1995), niederländischer Sprachwissenschaftler
- Dik-Faber, Carla (* 1971), niederländische Politikerin und Kunsthistorikerin

### Dika
- Dika, Eleni (* 1995), griechische Sportgymnastin
- Dika, Erald (* 1988), albanischer Regisseur und Editor
- Dikaba, Rodrigue (* 1985), kongolesischer Fußballspieler
- Dikaiarchos, griechischer Philosoph und Gelehrter
- Dikaios-Maler, griechischer Vasenmaler
- Dikambajew, Kasy Dikambajewitsch (1913–2010), sowjetischer Politiker der Kirgisischen Sozialistischen Sowjetrepublik (Kirgisische SSR)
- Dikamona, Clévid (* 1990), kongolesischer Fußballspieler
- Dikanski, Nikolai Sergejewitsch (* 1941), russischer Physiker
- Dikany, Lukas (* 1966), österreichischer Prämonstratenser und Abt
- Dikau, Joachim (1929–2024), deutscher Erziehungswissenschaftler und Hochschullehrer

### Dike
- Dike, Paul, nigerianischer Generalleutnant der Luftwaffe
- Dikeb, Eric (* 1970), niederländischer Unterhaltungskünstler und DJ
- Dikeç, Yusuf (* 1973), türkischer Sportschütze
- Dikeman, John (* 1983), US-amerikanischer Jazzmusiker
- Dikenci, Murat (* 1987), deutsch-türkischer Schauspieler
- Dikenmann-Balmer, Lucie (1902–1980), Schweizer Musikwissenschaftlerin
- Dikenou, Kwami Christophe (* 1950), togoischer Diplomat
- Dikeos, Grigorios (1788–1825), griechischer Freiheitskämpfer

### Dikg
- Dikgacoi, Kagisho (* 1984), südafrikanischer Fußballspieler
- Dikgale, Ranti (* 1987), südafrikanischer Sprinter

### Diki
- Diki, Alexei Denissowitsch (1889–1955), sowjetischer Schauspieler und Regisseur
- Đikić, Ivan (* 1966), kroatischer Biochemiker und MolekularbiologeIvan Đikić (* 1966)

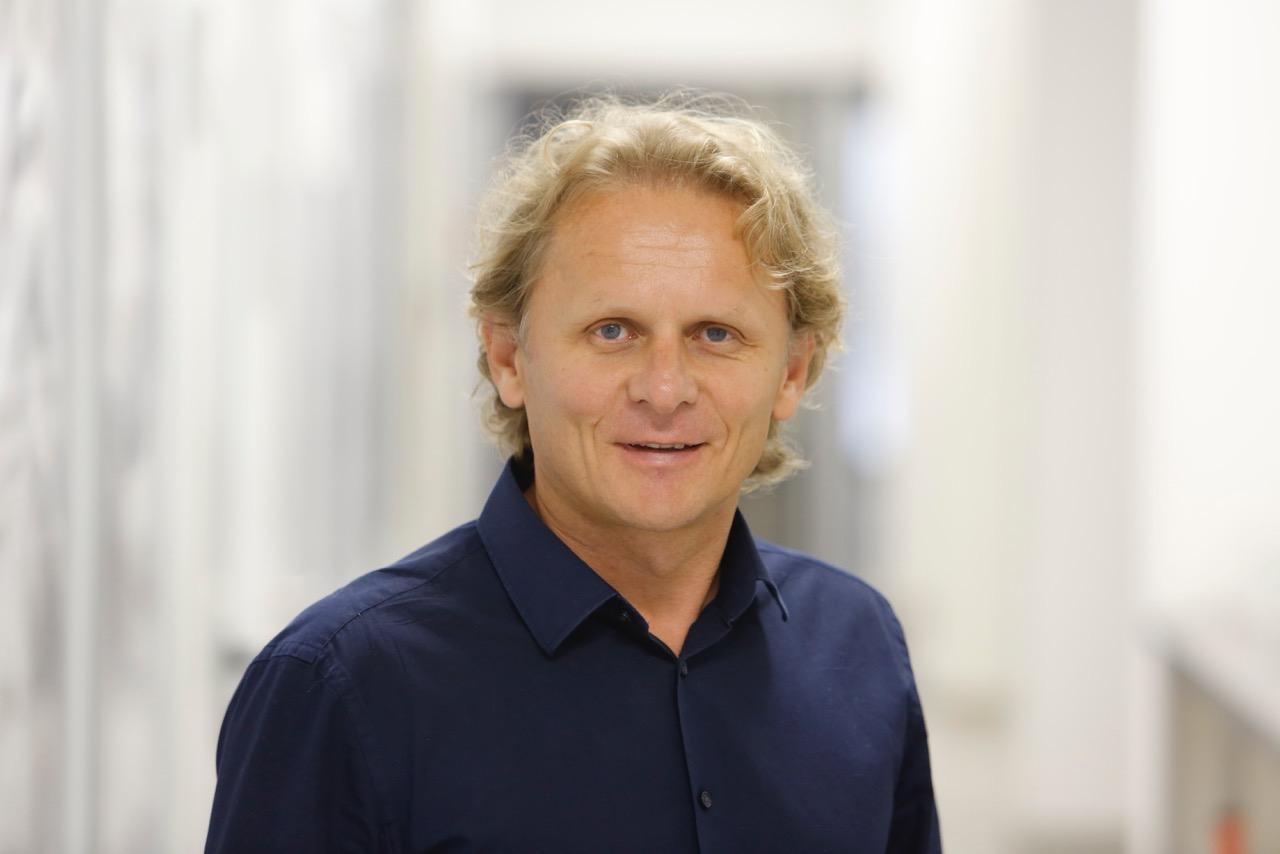
Ivan Đikić (* 1966)

- Dikiciyan, Sascha (* 1970), deutscher Komponist

### Dikk
- Dikken, Michael (* 1968), niederländischer Fußballspieler
- Dikker, Loek (* 1944), niederländischer Filmmusikkomponist und Jazzmusiker
- Dikko, Umaru (1936–2014), nigerianischer Politiker

### Dikm
- Dikme, Umut (* 2000), deutscher Snookerspieler
- Dikmen, Erdi (* 1997), türkischer Fußballspieler
- Dikmen, Orhan (1915–2007), türkischer Politiker, Finanzwissenschaftler und Minister
- Dikmen, Şinasi (* 1945), deutscher Schriftsteller
- Dikmen, Soner (* 1993), türkischer Fußballspieler
- Dikmen, Suheila (* 1968), deutsche Fußballspielerin
- Dikmen, Volkan (* 1991), deutsch-türkischer Fußballspieler

### Diko
- Dikobe, Modikwe (* 1913), südafrikanischer Schriftsteller und Bürgerrechtler
- Dikongué, Henri (* 1967), kamerunischer Musiker
- Dikongué-Pipa, Jean-Pierre (* 1940), kamerunischer Regisseur, Autor und Schauspieler
- Dikötter, Frank (* 1961), niederländischer Historiker und Sinologe
- Dikoudis, Dimosthenis (* 1977), griechischer Basketballspieler
- Dikow, Konstantin (* 2002), bulgarischer Eishockeyspieler
- Dikow, Wesselin (* 1998), bulgarischer Eishockeyspieler
- Dikowski, Sergei Wladimirowitsch (1907–1940), russisch-sowjetischer Schriftsteller

### Dikr
- Dikreiter, Heiner (1893–1966), deutscher Maler, Grafiker und Kunstpädagoge
- Dikreiter, Heinrich Georg (1865–1947), deutscher Journalist, Redakteur und Politiker (SPD), MdL
- Dikreiter, Otto (1899–1990), deutscher Verleger und Herausgeber

### Diks
- Diks, Johannes (* 1953), deutscher Politiker (CDU), ehemaliger Bürgermeister von Emmerich
- Diks, Kevin (* 1996), niederländischer FußballspielerKevin Diks (* 1996)

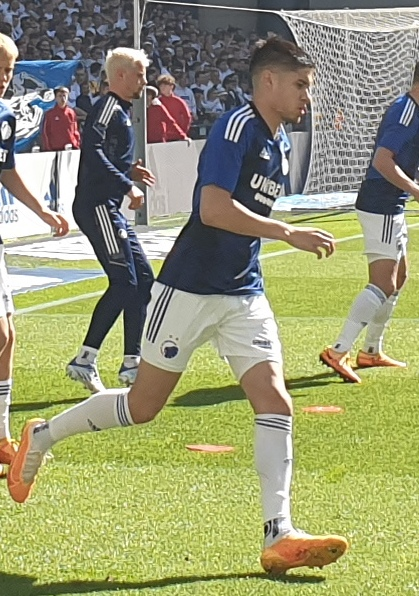
Kevin Diks (* 1996)

- Diks, Mario (* 1977), niederländischer Fußballschiedsrichterassistent
- Diks, Rico (* 1975), niederländischer Poolbillardspieler
- Dikshit, Sheila (1938–2019), indische Politikerin
- Dikshitar, Muthuswami (1775–1835), südindischer Dichter und Komponist

### Dikt
- Diktonius, Elmer (1896–1961), finnlandschwedischer Schriftsteller

### Diku
- Dikussar, Dmytro (* 1985), ukrainischer Tänzer und Choreograf